# Тэрада, Нобору
Нобору Тэрада (яп. 寺田 登 Тэрада Нобору, 25 ноября 1917 — 26 сентября 1986) — японский пловец, олимпийский чемпион.
Нобору Тэрада родился в 1917 году в уезде Ивата префектуры Сидзуока (ныне территория города Ивата); окончил Университет Кэйо.
В 1936 году на Олимпийских играх в Берлине Нобору Тэрада завоевал золотую олимпийскую медаль на дистанции 1500 м вольным стилем.